# دوريس ديوك (مغنية)
دوريس ديوك (بالإنجليزية: Doris Duke)‏ هي مغنية أمريكية، ولدت في 1945 في ساندرفيل في الولايات المتحدة.

## وصلات خارجية
- دوريس ديوك على موقع ميوزك برينز (الإنجليزية)
- دوريس ديوك على موقع ميوزك برينز (الإنجليزية)
- دوريس ديوك على موقع ديسكوغز (الإنجليزية)